# Наконечник стрелки влево снизу
Наконечник стрелки влево снизу (◌͔, ˱) — диакритический знак, используемый в Уральском фонетическом алфавите и расширениях для Международного фонетического алфавита.

## Использование
В УФА обозначает сдвиг артикуляции назад. Например, k обозначает глухой велярный взрывной согласный, а k͔ — поствелярный. В ранних версиях алфавита ставился после буквы, однако позже стал употребляться непосредственно под буквой.
В расширениях для МФА обозначает латеральный сдвиг артикуляции вправо.
В варианте транскрипции Дания 1925 года обозначает большую закрытость гласного.
Схожий знак используется в арабских орфографиях для национальных языков Сенегала, где обозначает гласный [ɛ]. В латинице знаку соответствует буква E.